# Livré-la-Touche

Livré-la-Touche este o comună în departamentul Mayenne, Franța. În 2009 avea o populație de 769 de locuitori.